# Tormund
Tormund es un personaje ficticio de la saga de libros Canción de hielo y fuego, siendo uno de los líderes del denominado «Pueblo Libre», aquellas tribus que habitan más allá del Muro en la obra de George R.R. Martin. Es apodado con el sobrenombre de «Tormund Matagigantes».
En la adaptación televisiva de HBO, Juego de tronos, el personaje de Tormund es interpretado por el actor noruego Kristofer Hivju, adquiriendo una mayor importancia como líder del Pueblo Libre y aliado de Jon Nieve.

## Concepción y diseño
En la obra escrita, Tormund es descrito como un hombre de baja estatura, pero con una imponente presencia, de pecho amplio y gran tripa, y una descomunal fuerza. Su apariencia es la de un hombre entrado en años, de pelo largo y barba blanca.
En la adaptación televisiva de la HBO, Tormund es un hombre de apariencia más joven y cabellos y barbas pelirrojas. No es risueño como en su contraparte, teniendo un carácter duro y aguerrido. Pese a su mal carácter, disfruta igualmente de las bromas y el compadreo. En el ámbito personal únicamente parece respetar la fuerza, pero siendo sumamente leal, tanto hacia Mance Rayder como a Jon Nieve posteriormente.

## Adaptación televisiva

### Tercera temporada
Tormund Matagigantes debuta en el primer episodio de la tercera temporada, Valar Dohaeris. Se halla en la tienda de Mance Rayder (Ciarán Hinds), el Rey-más-allá-del-Muro, cuando llega Jon Nieve (Kit Harington) como prisionero de Ygritte (Rose Leslie). Jon confunde a Tormund con el rey y se arrodilla ante él, desatando las risas de los asistentes. Mance se presenta ante él y lo asigna a la partida que cruzará en el Muro, compuesta por diversos salvajes y liderada por el propio Tormund.
Tormund y los demás observan los cadáveres dejados por los Caminantes Blancos en los Colmillos Helados. El grupo de Tormund se dirige hacia el Muro con el objetivo de escalarlo y atacar por la retaguardia cuando Mance Rayder de la señal.
Tras escalar el Muro, la partida se dedica a asaltar las aldeas de la zona del Agasajo. En una de estas razias, Tormund se encuentra al grupo de Bran Stark, Rickon Stark, Meera Reed, Jojen Reed, Osha y Hodor, pero acaba por ignorarles. Durante el ataque, Tormund le exige a Jon que acabe con la vida, pero este se muestra incapaz. Tormund se convence de que Jon no ha renegado de la Guardia de la Noche y envía a sus hombres a matarlo, sin embargo, se ve protegido por Verano y Peludo, los huargos de Bran y Rickon Stark.

### Cuarta temporada
Tormund continúa en su marcha hacia el Castillo Negro. Por el camino, le recrimina a Ygritte que mostrase piedad hacia Jon Nieve, afirmando que ahora avisará a la Guardia de su llegada. En ese momento, los thennitas liderados por Styr llegan.
La partida de Tormund y de los thennitas continúan con sus ataques sobre las poblaciones del Agasajo en su camino hacia el Muro. Primero asaltan una pequeña aldea, y después Villa Topo, acabando con todos sus habitantes. Su siguiente objetivo es el mismo Castillo Negro.
Tras recibir el aviso de Mance Rayder, Tormund y su grupo asaltan el Castillo Negro, enfrentándose a Alliser Thorne en combate singular. Tormund consigue dejarlo malherido y prosigue con su asalto, si bien pronto queda dañado debido a las heridas y los flechazos. Finalmente, Jon consigue desarmarlo y capturarlo.
El ataque de Mance Rayder resultó ser un fracaso gracias a la llegada de Stannis Baratheon (Stephen Dillane), que pone a los salvajes en retirada. Mientras tanto, Tormund se halla prisionero y recibe la visita de Jon Nieve, el cual envía al maestre Aemon (Peter Vaughan) para tratar sus heridas. Tormund conversa con Jon acerca de Ygritte, la cual murió durante el asalto, sugiriéndole que lleve su cadáver fuera del Castillo Negro y lo incinere, pues es lo que ella hubiese querido.

### Quinta temporada
Tormund, al igual que sus camaradas capturados, asisten a la ejecución de Mance Rayder por orden de Stannis tras negarse a jurarle lealtad. Tras la muerte de Mance, Tormund se convierte en el nuevo aparente líder de los remanentes del Pueblo Libre.
Jon, que ahora se ha convertido en el Lord Comandante de la Guardia de la Noche, le propone a Tormund un acuerdo semejante al de Stannis. A cambio de que colaboren con la Guardia, se compromete a otorgarles tierras al sur del Muro. Tormund acepta su proposición, si bien afirma que la mayoría de los supervivientes del Pueblo Libre se han refugiado en Casa Austera, una población costera ubicada al norte del Muro. Tormund demanda barcos y caballos para transportarlos, a la vez que exige que Jon acuda junto a él como garantía de que serán bien tratados.
El grupo llega hasta Casa Austera, donde los salvajes se muestran reticentes a colaborar con la Guardia de la Noche, incluso Tormund tuvo que eliminar al Señor de los Huesos por insultarle. Con el paso del tiempo, el Pueblo Libre, desesperado y hambriento, comienza a considerar la propuesta de Jon. La Guardia traslada barcos para recoger a los 5.000 supervivientes que allí se hallan, pero justo en ese momento, el Rey de la Noche aparece con su ejército de Caminantes Blancos. Tormund lucha para conseguir el tiempo suficiente para que todos puedan llegar a los barcos, sin embargo, pronto se ven abrumados por la ingente cantidad de Caminantes, cuyas hordas les rodean. Tormund, Jon y los demás consiguen llegar al último de los botes, mientras observan cómo el Rey de la Noche revive a los caídos de Casa Austera, que pasan a ingresar su ejército de muertos.

### Sexta temporada
Jon Nieve resulta asesinado en una conjura de miembros de la Guardia de la Noche liderados por Ser Alliser Thorne. Eddison Tollett (Ben Crompton), uno de los pocos que se mantienen fieles a la figura de Jon Nieve, envía una petición de ayuda a Tormund y a los salvajes; estos derrotan fácilmente a los conjurados.
Tormund, frente al cadáver de Jon, sugiere que incineren su cuerpo cuanto antes, pero Davos Seaworth (Liam Cunningham), confía en que pudiera ser revivido por la magia de Melisandre (Carice van Houten). Esta lo intenta, sin embargo, sus intentos resultan infructuosos. Cuando todos dejan la estancia, Jon resucita, acabando con todos los amotinados.
Sansa Stark (Sophie Turner), medio-hermana de Jon, acude al Muro solicitando su auxilio junto a Brienne de Tarth (Gwendoline Christie) y Podrick Payne (Daniel Portman). Ramsay Bolton, que se ha apoderado del Norte, exige la rendición y la devolución del Pueblo Libre más allá del Muro. Sansa les cuenta que Ramsay posee unos 5.000 hombres, a lo que Tormund responde que tan solo disponen de unos 200 hombres capaces de luchar.
Jon y Tormund acuden a convencer a los miembros del Pueblo Libre asentados en el Agasajo. En un principio se muestran reticentes de participar en una lucha que no es suya, sin embargo, persuadidos por Tormund, aceptan unirse a la causa de los Stark.

Los cuervos lo mataron para defender al Pueblo Libre, cuando no lo hizo ningún sureño. Murió por nosotros. Si no estamos dispuestos a morir por él somos unos cobardes... y si lo somos, merecemos ser los últimos del Pueblo Libre.
Tormund

Previo a la batalla, Tormund acude al parlamento entre Jon y Ramsay Bolton, certificándose que la batalla es inevitable. En la posterior Batalla de los Bastardos, Tormund forma parte de la segunda oleada que, dirigida por Davos, acude a reforzar a Jon Nieve cuando la situación parecía desesperada. Tormund combate mano a mano con el Pequeño Jon Umber, que comanda la infantería de Ramsay. Los Stark parecen a punto de ser derrotados, hasta que los refuerzos de los caballeros del Valle de Arryn acuden, derrotando finalmente a Ramsay y reconquistando Invernalia.

### Séptima temporada
Jon envía a Tormund y a otros salvajes a Guardiaoriente del Mar, el bastión más oriental de la Guardia de la Noche, para ayudarles cuando llegue el Rey de la Noche, bromeando Tormund sobre que ahora ellos son la Guardia de la Noche.
Estando en Guardiaoriente recibe la visita de Jorah Mormont (Ian Glen), con el objetivo de capturar uno de los muertos del ejército del Rey de la Noche para presentárselo a Daenerys Targaryen y Cersei Lannister, de manera que los apoyen en la guerra contra los Caminantes Blancos. Tormund y sus hombres se ven pronto rodeados por el ejército de Caminantes, hasta que Daenerys acude a rescatarlos, si bien Viserion, uno de sus dragones, es eliminado por el Rey de la Noche y revivido como uno de los suyos.
Mientras se hallaban en Guardiaoriente, Tormund y Beric Dondarrion (Richard Dormer) observan el ataque final de los Caminantes sobre el Muro. El Rey de la Noche, montado en Viserion, derrite el hielo del Muro con el fuego del dragón, causando que el Muro colapse con todos los salvajes y cuervos en su interior.

### Octava temporada
Tormund, Beric y los demás supervivientes llegan hasta Último Hogar, bastión de la Casa Umber, donde se reencuentran con la Guardia de la Noche de Eddison Tollett.
El grupo llega a Invernalia, donde advierten de la llegada inminente de los Caminantes Blancos. Todos pasan una última noche juntos en Invernalia antes de la batalla contra el Rey de la Noche.

A mi me apodan el «Matagigantes» [...] maté a un gigante a los 10 años y luego me encaramé en la cama con su mujer. Cuando desperté me puso a mamar de la teta durante tres meses, creía que era su hijo. Así me puse tan fuerte... leche de giganta.
Tormund

La batalla termina con la muerte del Rey de la Noche a manos de Arya Stark. Tormund es uno de los supervivientes, si bien cientos fallecieron durante la lucha, incluyendo a Jorah Mormont, Beric Dondarrion o Eddison Tollett. Jon, que ahora se dirige hacia el Sur para apoyar a Daenerys Targaryen en sus aspiraciones al Trono de Hierro, se despide de Tormund, que ha decidido regresar al Norte con los que quedan de los suyos y le pide que se lleve a Ghost. Un mes después, Tormund y los suyos se han instalado en el Castillo Negro cuando llega Jon al Muro y pasan todos juntos al otro lado mientras la puerta se cierra tras ellos, siendo la última escena de la serie coincidiendo con la primera escena de la serie en la que un grupo de exploradores pasaban al otro lado del Muro.
- Datos: Q24944284
- Multimedia: Tormund Giantsbane / Q24944284